# Игор Дробњак
Игор Дробњак (Подгорица, 21. април 2000) црногорски је кошаркаш. Игра на позицији плејмејкера, а тренутно наступа за Спартак из Суботице.

## Каријера

### Клупска
Дробњак је поникао у млађим категоријама подгоричке Будућности. У септембру 2016. прешао је у београдску Мегу, у чијој јуниорској селекцији се задржао наредне две сезоне. С Мегом је у обе сезоне учествовао и на Јуниорском турниру Евролиге.
У августу 2018. вратио се у матични клуб и тамо започео сениорску каријеру. У сезонама 2018/19. и 2019/20. играо је за Будућност, али и за њену филијалу Студентски центар. Током сезоне 2018/19. бранио је боје Будућности и у Јуниорској Јадранској лиги. У септембру 2019, током једног тренинга, задобио је прелом метатарзалне кости у стопалу леве ноге, због чега је неколико месеци одсуствовао с терена.
Током сезоне 2020/21. наступао је само за Студентски центар и био је један од најважнијих играча тима који је освојио Другу Јадранску лигу.
Почетком јула 2021. поново је обукао дрес Будућности, с којом је потписао трогодишњи уговор. У августу 2023. вратио се у Студентски центар, где се овога пута задржао две сезоне. Био је део тима који је овом клубу 2023. године донео трофеј у Суперкупу Јадранске лиге. У Спартак из Суботице прешао је у јулу 2025. године.

### Репрезентативна
За сениорску репрезентацију Црне Горе дебитовао је у фебруару 2021, на утакмици против Француске, играној у оквиру квалификација за Европско првенство 2022. године. Био је у саставу репрезентације на Европском првенству 2022. и Светском првенству 2023. године.

## Приватни живот
Дробњаков брат од ујака је црногорски кошаркаш Никола Ивановић.

## Успеси

### Клупски
- Студентски центар:
  - Друга Јадранска лига (1): 2020/21.
  - Суперкуп Јадранске лиге (1): 2023.
- Будућност:
  - Првенство Црне Горе (2): 2021/22, 2022/23.
  - Куп Црне Горе (2): 2022, 2023.